# Adam Daemen
Adam Daemen (Amsterdam, ca. 1670 - Keulen, 30 december 1717) was apostolisch vicaris van de Hollandse Zending van 1707 tot 1717.
Adam Daemen vestigde zich na zijn priesterwijding in Keulen en verleende apostolisch vicaris Theodorus de Kock na zijn verbanning gastvrijheid. Als onpartijdige buitenstaander in het conflict binnen de Hollandse Zending werd hij op 8 februari 1707 tot apostolisch vicaris benoemd; zijn wijding tot titulair aartsbisschop van Adrianopel ontving hij op 25 december van dat jaar in Keulen. Hij werd onmiddellijk uit Holland verbannen, en zijn pogingen tot verzoening binnen de kerk mislukten. In 1711 vroeg hij daarom ontslag aan, maar het schijnt dat hij dat pas vlak voor zijn dood heeft ontvangen. In de tussentijd werd de zending vooral bestuurd door de nuntius in Keulen en die in Brussel, onder andere in de persoon van Giovanni Battista kardinaal Bussi.
- Nederlandse Thesaurus van Auteursnamen: 305287761
- Virtual International Authority File: 194194446
- WorldCat: E39PBJqFT4JVFpwYX3rrMHhJXd